# 吉田村 (佐賀県)
吉田村（よしだむら）は、佐賀県藤津郡にあった村。現在の嬉野市の一部にあたる。

## 地理
塩田川支流・吉田川の流域に位置していた。
- 河川：西川内川、鞘川[2]
- 山岳：唐泉山、国見岳[2]

## 歴史
- 江戸時代末期、藤津郡納戸料村、西吉田村、赤仁田村、西川内村、中通村、寺辺田村、峰村、川内村、春日村、赤瀬村、万歳村、岩ノ下村、両岩村、東吉田村、皿屋村、殿ノ木場村の16か村が合併して吉田村が成立した[2]。
- 1889年（明治22年）4月1日、町村制の施行により、藤津郡吉田村が単独で村制施行し、吉田村が発足[1][2]。大字は編成せず[2]。
- 1955年（昭和30年）4月1日、藤津郡嬉野町と合併し、嬉野町が存続して廃止された[1][2]。合併後、嬉野町大字吉田となる[2]。
- 1956年（昭和31年）4月1日、旧村域の字殿ノ木場が五町田村大字谷所に編入された[2][3]。

### 地名の由来
往古一夜で周囲50センチの大アシが生え、それを御神体としたのが氏神の葦筒神社で、アシの生えた場所を葦田（あしだ）と称したが、「あし」は悪に通じるためアシを「よし」と読み葦田を「よしだ」と読んだのが転じて吉田と表記されるようになった。

## 産業
- 農業、窯業（皿屋地区、肥前吉田焼）[2]
- 産物：米、麦、木炭、茶、蚕糸、酒[2]

## 出身者
- 小原嘉登次（実業家、佐賀県議会議員、この村の議員を務めた）